# Брановицкий, Игорь Евгеньевич
И́горь Евге́ньевич Бранови́цкий (укр. І́гор Євге́нович Бранови́цький; 25 апреля 1976, Киев — 21 января 2015, Донецк) — украинский военнослужащий, рядовой, наводчик аэромобильно-десантного взвода 90-го отдельного аэромобильного батальона 81-й отдельной аэромобильной бригады Воздушно-десантных войск Вооружённых сил Украины. Участник вооружённого конфликта на востоке Украины, в частности боёв за Донецкий аэропорт. Посмертно удостоен звания «Герой Украины».

## Биография

### Общие сведения
Родился 25 апреля 1976 года в Пуще-Водице в Киеве. Вместе с братом Юрием рос в военном городке в Кривом Роге. Отец — офицер советской армии Евгений Брановицкий, принимал участие в афганской войне, скончался от последствий ранения в 1990 году. Мать — Нина Константиновна, работала фармацевтом и растила сыновей в одиночку на пенсию по потере кормильца. Игорь окончил Киевский техникум электронных приборов, после чего в этой же сфере занялся бизнесом вместе с братом.
Прошёл службу в армии Украины, входил в состав украинского миротворческого контингента ООН в Анголе.
Принимал участие в массовых акциях протеста в Киеве конца 2013 — начала 2014 годов («Евромайдан»).
На момент гибели Игорь Брановицкий был разведён, детей не было.

### Военная служба
В июле 2014 года, во время войны на Донбассе, добровольно поступил на военную службу в Вооружённые силы Украины. С конца августа проходил военную подготовку под Житомиром в составе 95-й отдельной десантно-штурмовой бригады. С ноября 2014 по январь 2015 года служил наводчиком аэромобильно-десантного взвода 90-го отдельного аэромобильного батальона 81-й отдельной аэромобильной бригады. Принимал участие в боях за Пески, Водяное, Опытное.

### Гибель
В ночь с 16 на 17 января 2015 года Игорь Брановицкий в составе небольшого отряда был направлен в здание нового терминала Донецкого аэропорта. 20 января при выходе из окружения вынес двух раненых. В ночь на 21 января вместе с другими бойцами вернулся назад в терминал за оставшимися ранеными и прикрывал отход своих товарищей. В результате взрыва получил контузию и был захвачен в плен членами вооружённых формирований ДНР «Спарта» и «Сомали». На допросе Брановицкий, чтобы избавить своих товарищей от пыток и издевательств, осознавая все возможные последствия, добровольно назвался пулемётчиком, которого разыскивали сепаратисты. По свидетельствам очевидцев, 21 января Брановицкий был застрелен командиром батальона «Спарта» Арсеном Павловым («Моторола»).

#### Расследование обстоятельств гибели
21 февраля 2015 года начальник Главного следственного управления Службы безопасности Украины Василий Вовк на пресс-брифинге сообщил о предъявлении Павлову обвинений по статье 438 УК Украины «Нарушение законов и обычаев войны» по подозрению «в издевательствах, пытках и публичных расстрелах людей».
6 апреля на просьбу прокомментировать убийство Брановицкого в телефонном интервью украинскому изданию «Kyiv Post» Павлов заявил: «Я 15 пленных расстрелял… Хочу — убиваю, хочу — нет». Впоследствии он отрицал своё признание и заявлял, что разговор был скомпонован.
9 апреля заместитель директора международной правозащитной организации «Amnesty International» по Европе и Центральной Азии Денис Кривошеев на основе новых доказательств, в том числе признания Павлова, заявил, что «Расследование по этим сообщениям должно начаться как можно скорее и быть полным и непредвзятым, а виновные привлечены к ответственности после справедливого судебного разбирательства признанными органами власти».
9 мая член мониторинговой группы «Amnesty International» Кразимир Янков в эфире «Громадське телебачення» заявил, что располагает показаниями пяти свидетелей, подтверждающих убийства пленных Павловым.
По свидетельствам очевидцев, Павлов, пришедший 21 января на осмотр пленных, приказал всем подняться, однако Брановицкий не смог этого сделать из-за нанесённых ему в процессе избиения увечий. Когда же охранники поняли, что «перестарались», и предложили вызвать врачей, Павлов застрелил Брановицкого со словами «Я его уже вылечил … „Скорая“ уже не нужна». Согласно статье 3-й Женевских конвенций 1949 года лицо, находящееся под стражей любой из конфликтующих сторон, должно быть защищено от «посягательства на жизнь и физическую неприкосновенность, в частности, всяких видов убийства, увечья, жестокого обращения, пыток и истязаний», которые трактуются как грубые нарушения прав человека.
13 июня 2016 года заместитель начальника Главного следственного управления СБУ Виталий Маяков сообщил, что Интерпол отказался объявлять Павлова в международный розыск по запросу украинской стороны, указав на политический характер предъявленных ему обвинений, поскольку «преступление было совершено в контексте военного конфликта».
16 октября 2016 года Павлов был убит в подъезде своего дома в Донецке в результате подрыва взрывного устройства.

#### Опознание и похороны
Первоначально считалось, что Брановицкий пропал без вести. На запросы Красного креста представители ДНР отвечали, что такого пленного у них ни в больницах, ни в моргах нет. 6 марта 2015 года тело Брановицкого как неопознанное поступило в морг Днепропетровска среди 22 погибших, переданных украинской стороне при посредничестве ОБСЕ, Красного креста и организации «Черный тюльпан» (ДНР). 1 апреля тело было опознано матерью, после чего была проведена генетическая экспертиза, подтвердившая его личность. Похоронен на Берковецком кладбище в Киеве.

## Память
25 апреля 2015 года у здания посольства Российской Федерации в Киеве родственники и друзья Брановицкого собрались на акцию памяти, приуроченную к его 39-му дню рождения. 23 августа 2016 года на телеканале «СТБ» в рамках документального цикла «День независимости» был показан фильм об Игоре Брановицком.

### Увековечение имени
9 января 2016 года на здании техникума в Киеве, в котором учился Брановицкий, установили мемориальную доску.
10 ноября 2016 года Киевский городской совет принял решение о переименовании улицы Перспективной в честь Брановицкого.

## Награды

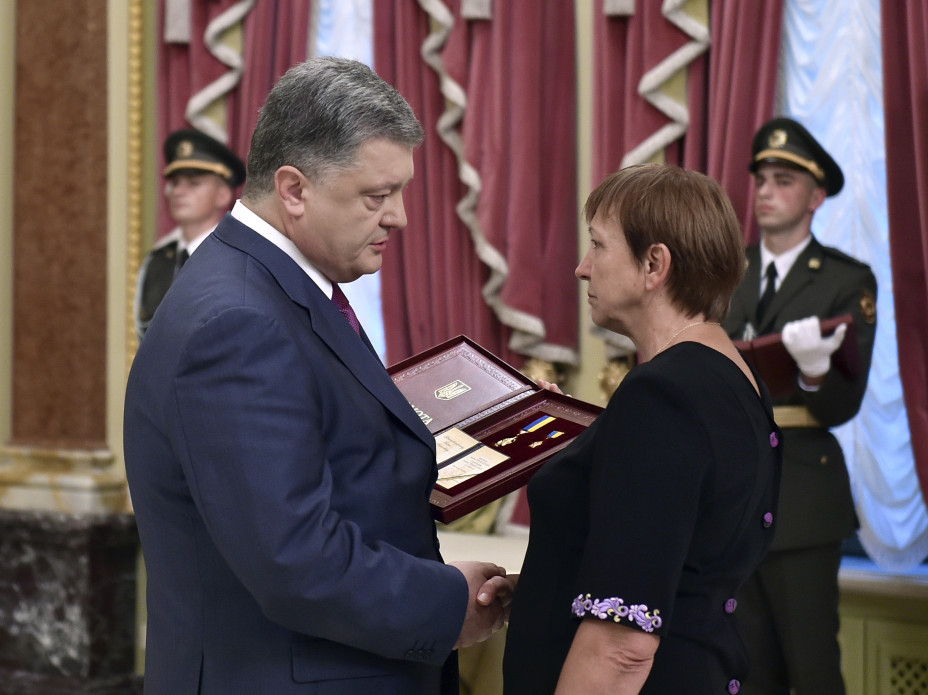
Президент Украины Пётр Порошенко вручает орден «Золотая звезда» и диплом к званию «Герой Украины» Нине Константиновне, матери Игоря Брановицкого.

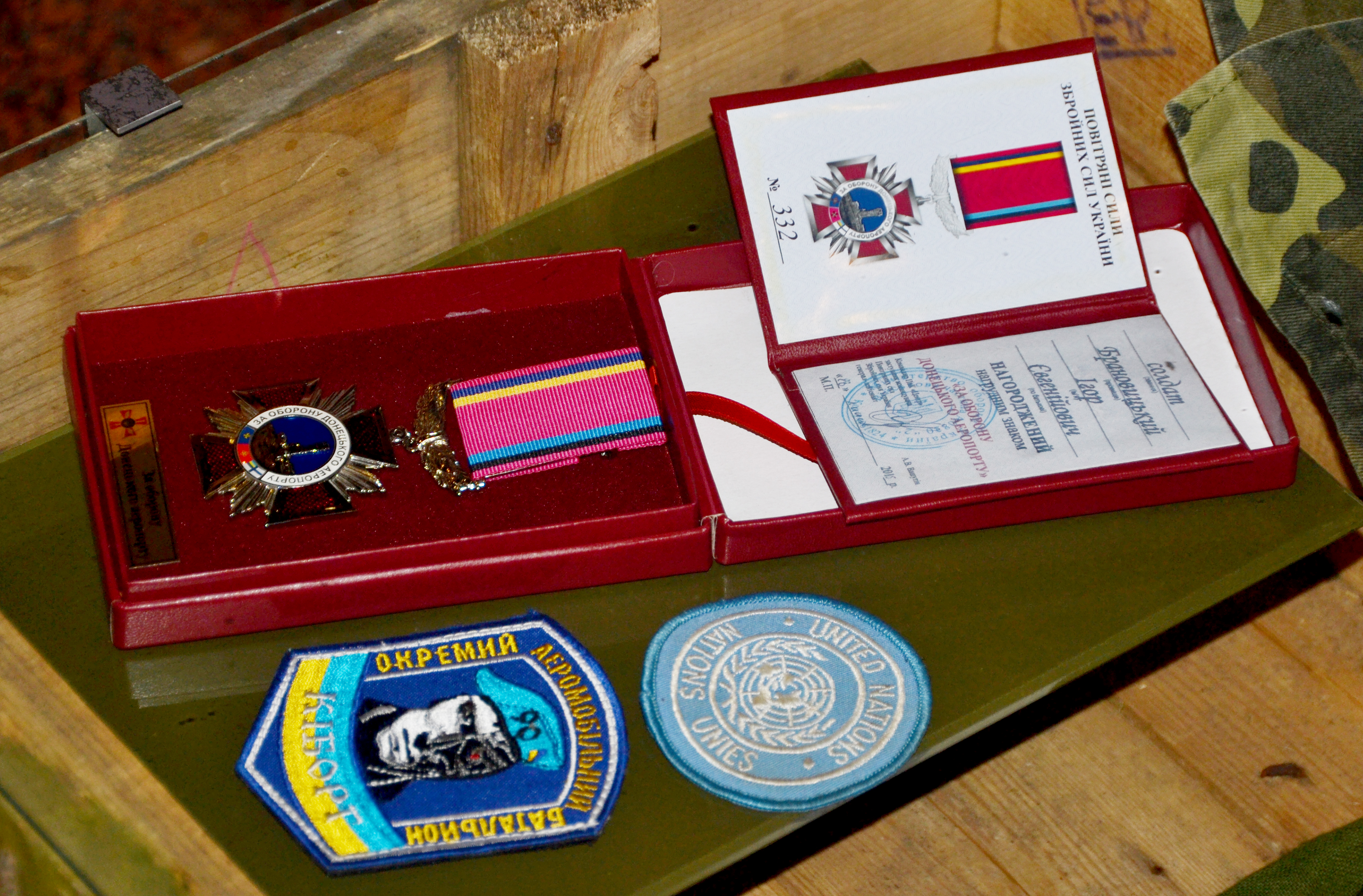
Знак «За оборону Донецкого аэропорта» (посмертно) и нашивки «киборга» Брановицкого.

### Государственные
- Звание «Герой Украины» и орден «Золотая Звезда» (23 августа 2016, посмертно) — «за исключительное личное мужество, героизм и самопожертвование, проявленные при защите государственного суверенитета и территориальной целостности Украины, верность военной присяге»[8][44][45]. 5 сентября того же года в Мариинском дворце в Киеве президент Украины Пётр Порошенко лично вручил награду матери Брановицкого[9][46].
- Орден «За мужество» III степени (23 мая 2015, посмертно) — «за личное мужество и высокий профессионализм, проявленные при защите государственного суверенитета и территориальной целостности Украины, верность военной присяге»[47]. Вручён матери Брановицкого[2].
- Нагрудный знак «За оборону Донецкого аэропорта» (посмертно) от министерства обороны Украины[4][48].

### Общественные
- Орден «Народный Герой Украины»[укр.] (4 июня 2015, посмертно)[3][4]. Брановицкий стал первым лауреатом ордена, который был вручён Г. Б. Тукой его матери в доме митрополита в Национальном заповеднике «София Киевская»[49].